# Prudhoe
Prudhoe ( /ˈprʌdə/ PRUD-ə ) é uma cidade no sul de Northumberland, Inglaterra, cerca 11 mi (18 km) a oeste da cidade de Newcastle upon Tyne e ao sul do rio Tyne . A cidade está situada numa colina íngreme voltada para o norte no vale Tyne e os assentamentos próximos incluem Ovingham, Ovington, Wylam, Stocksfield, Crawcrook, Hedley on the Hill e Mickley . Prudhoe tem uma população de mais de 11.500, medida em 11.675 no Censo de 2011 . Hoje, tornou-se em grande parte uma cidade de passageiros para a vizinha Newcastle.

## História
O nome deriva do nome pessoal anglo-saxão Prud (de prūd, que significa orgulhoso) e enxada ou haugh, um esporão de terra.
Existe um castelo em Prudhoe desde os tempos antigos, quando a Inglaterra estava em guerra com a Escócia . A área agora conhecida como Castlefields era um pomar de frutas, e havia rumores de que os escoceses queimaram esse pomar enquanto tentavam capturar o Castelo de Prudhoe. O castelo, originalmente de propriedade dos D'Umfravilles, então Percys e agora Património Inglês, é considerado a única fortificação medieval em Northumberland que nunca foi capturada pelos escoceses
Em 1914, um salão de treinamento do Exército Territorial foi desenvolvido em Swalwell Close, que abrigava uma companhia do 4º Batalhão dos Fuzileiros de Northumberland . O local do salão de perfuração (agora em desuso) está programado para ser reconstruído.
Durante a Guerra Fria, havia um Posto de Monitoramento Subterrâneo do Royal Observer Corps em frente ao Highfield Park; as características da superfície já foram demolidas. Foi um dos cerca de 1.563 postos de monitoramento subterrâneo semelhantes construídos em todo o Reino Unido durante a Guerra Fria para monitorar os efeitos de um ataque nuclear. Eles eram operados pelo ROC, principalmente voluntários civis, que trabalhavam em grupos de três dentro dos postos. O posto Prudhoe ROC foi inaugurado em junho de 1962 e fechado em setembro de 1991 após o colapso da União Soviética, que viu o fim da Guerra Fria.

## Administração
Os serviços do governo local de Prudhoe são fornecidos pelo Conselho do Condado de Northumberland . A cidade está no distrito parlamentar de Hexham . Prudhoe é o principal assentamento dentro da Paróquia Civil de Prudhoe, que está situada em Tynedale. A Câmara Municipal reúne-se no The Spetchells Centre, Front Street.
Tradicionalmente, Prudhoe tem mais em comum politicamente com lugares como Blaydon do que com o resto do distrito eleitoral de Hexham. Por exemplo, em 2013, ambos os distritos de Prudhoe voltaram a ser conselheiros trabalhistas, com os conservadores a conseguir apenas um terceiro lugar. Isso contrasta com Hexham, onde os conservadores dominavam, e especialmente outras áreas rurais. No entanto, em 2017, ambas as alas de Prudhoe foram vencidas pelos conservadores, pois tornaram-se o maior grupo do Conselho do Condado de Northumberland.

## Geografia
A cidade de Prudhoe é construída numa colina íngreme virada para o norte, com uma altitude de até 200 metros no extremo sul da cidade. Há uma curva proeminente no rio Tyne, que fica de frente para o castelo. Ao sul de Prudhoe fica Prudhoe Moor, no cimo da cidade, e depois um pequeno vale onde o Prudhoe Hospital e o Humbles Wood estão localizados. Além de ser íngreme e elevada, a terra ao sul de Prudhoe é densamente arborizada e rural. Mais ao sul estão Hedley on the Hill, e depois Ebchester sobre a fronteira do Condado de Durham . Em direção ao nordeste da Paróquia Civil de Prudhoe fica o íngreme Hagg Bank, que desce até Hagg Bank Farm, perto da Ponte Points Bridge, na margem do rio.
Via West Wylam e Eastwood Park, bem como Dukeshagg e Low Guards Wood, a parte leste da cidade faz fronteira com o bairro metropolitano de Gateshead, Tyne and Wear; perto do desvio A695 é Stanley Burn, que desagua no rio Tyne em Wylam.

## Indústria
Prudhoe foi no passado uma cidade de mineração de carvão. Ainda existem evidências da antiga mina de carvão em West Wylam, representada por um carrinho de mineiro em direção de Castlefields para Cockshot Dean.
A cidade tem uma propriedade industrial, chamada Low Prudhoe, que fica ao lado da estrada A695, que agora rodeia a cidade ao norte. Existem algumas fábricas e várias pequenas empresas ao lado desta estrada.
Prudhoe tem uma grande fábrica operada pela essity . Originalmente construído pela Kimberly-Clark, a fábrica foi comprada pela SCA depois da Comissão de Monopólios forçar a Kimberly-Clark a vender.  A fábrica é composta pela fábrica, abrigando as máquinas de papel, linhas de conversão, armazenagem e Unifibres e fabrica produtos de papel como lenços de papel. O local onde se encontra a SCA foi utilizado pela primeira vez pela ICI para a produção de fertilizantes agrícolas (sulfato e sulfato de amónio ).  Em 1963 esta fábrica fechou deixando para trás as colinas de giz "Spetchells" - montes de resíduos que foram posteriormente relvados. Após o fechamento da ICI, o local passou a ser propriedade da Cleveland Engineering, que produzia peças para automóveis,  e após o seu fechamento em 1969 Kimberly-Clark abriu.

## Saúde
Uma vez que abrigava um grande hospital psiquiátrico de 1.200 pacientes com base no local de Prudhoe Hall, Prudhoe era então o lar de um estabelecimento psiquiátrico especializado em 40 camas para crianças e jovens, Ferndene, que é operada pela Cumbria Northumberland Tyne and Wear NHS Foundation Trust.

## Pontos de referência

### Castelo de Prudhoe
O Castelo de Prudhoe é um castelo normando, que esteve durante muito tempo envolvido nas guerras fronteiriças entre a Inglaterra e a Escócia. Foi construído pela família de Umfraville : o normando Sir Robert de Umfraville foi concedido a liberdade de Redesdale por William, o Conquistador. Durante grande parte da sua história, o castelo foi propriedade da família Percy . Agora é administrado pela English Heritage . O castelo é único por ser a única fortificação defensiva medieval em toda a Northumbria (os modernos condados de Northumberland, Tyne and Wear e County Durham ao sul) para evitar a captura pelos escoceses.
A maioria dos trabalhos de construção sobreviventes data do século XII, embora o local do Castelo de Prudhoe tenha fortes origens normandas . Nos séculos XIV/XV, a torre foi ampliada para proporcionar um nível extra com torreões. Apenas a torre sudoeste sobrevive até hoje.

### Importantes locais religiosos
Prudhoe Hall (construída entre 1868 e 1870) e a Igreja Católica de Nossa Senhora e São Cuthbert em Prudhoe (construído entre 1890 e 1891, mas incorporando as janelas Cottier de uma capela menor anterior construída entre 1868 e 1870) têm algumas dos primeiros vestígios dos vitrais de Daniel Cottier. Matthew Liddell presumivelmente contratou Cottier para projetar os vitrais tanto no salão principal quanto na capela original porque o seu arquiteto, Archibald Dunn, ficou impressionado com o fato de Cottier ter ganho recentemente um prémio pela soberba harmonia de cores numa das suas janelas heráldicas na Exposição Universal de 1867. De facto, Daniel Cottier referiu-se ao seu prémio de Paris na borda grafite da grande janela do salão principal do Prudhoe Hall.
Os vitrais da pequena capela original, que foi inaugurada a 19 de outubro de 1870, acabaram por ser incorporados à igreja ampliada de 1891 e, posteriormente, movidos novamente 1,6 quilómetros para a cidade de Prudhoe em 1904-1905, quando a família Liddell se mudou da área e não podia mais apoiar a missão católica, que Matthew Liddell havia iniciado em 1870. As fotografias a preto e branco da primeira capela em Prudhoe Hall no livro do padre Paul Zielinski, The Church That Moved, mostram exatamente as mesmas janelas contendo o vidro de Cottier que foram retidos na igreja maior que o substituiu. Isso significa que as janelas de Cottier foram movidas duas vezes do seu local original, e isso explicaria a necessidade de tanto trabalho extra corretivo nalguns dos painéis de vidro, presumivelmente reparando danos causados por duas remoções e duas reinstalações.
As pequenas janelas do Prudhoe Hall, que retratam cenas naturalistas idílicas de um sol nascente sobre um rio, são especialmente bonitas e parecem ter uma forte semelhança com o trabalho de Louis Comfort Tiffany . Feitos por volta de 1870, eles antecedem em dez anos ou mais a colaboração entre Cottier e Tiffany na década de 1880 na América. As palhetas a balançar parecem sugerir que Cottier pode muito bem ter sido uma influência significativa na Tiffany antes que Tiffany devolvesse o elogio por assim dizer, e Cottier trouxe algumas das suas ideias de volta para as suas próprias criações artísticas na Escócia.
Há uma pedra memorial para John Wesley colocada em um muro baixo na South Road (fora dos antigos escritórios do Conselho de Prudhoe), a antiga rua principal da cidade, comemorando suas visitas à cidade.

### West Wylam
No extremo leste de Prudhoe fica West Wylam, uma área de habitação em grande parte social. É o lar de um lar de idosos, Prudhoe Town AFC, uma pequena fileira de takeaways, bem como uma loja local NISA e Eastwood Park; onde vários clubes de futebol locais jogam os seus jogos da liga. A área também possui loteamentos e a Adderlane First School, inaugurada em 1978. A última igreja da propriedade, a Igreja Metodista West Wylam Ebenezer, foi fechada em 2014.

## Transporte

### Estrada
Prudhoe está ligada a Newcastle upon Tyne e à A1 pela A695, que costumava passar pelo centro da cidade ao longo da Front Street. A estrada A695 agora contorna a cidade ao norte através da propriedade industrial em Low Prudhoe. As melhores ligações de transporte do novo desvio permitiram que o parque industrial se expandisse ao longo da nova estrada a leste, chamada Princess Way em homenagem ao real que abriu a SCA Hygiene.
O Conselho do Condado de Northumberland buscou um marco significativo adjacente ao novo desvio e encomendou o Prudhoe Badger sob a sua política de 'porcentagem de arte'. A escultura tem 30m de comprimento, e foi construída com a ajuda de paredes de pedra seca em pedra e mármore. Foi concebido para integrar-se com o meio rural, sensibilizar para a ecologia e estabelecer uma ligação com o Centro Rural nas proximidades. A escultura de texugo está localizada ao lado da rotunda na estrada A695 em Low Prudhoe.

### Caminho de ferro

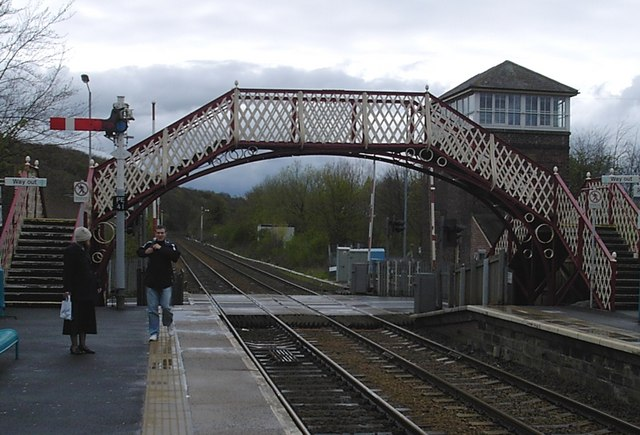
Estação Ferroviária de Prudhoe

A cidade é servida pela estação de comboios de Prudhoe na Newcastle and Carlisle Railway, também conhecida como Tyne Valley Line. A linha foi inaugurada em 1838 e liga a cidade de Newcastle upon Tyne a Carlisle . A linha segue o curso do rio Tyne através de Northumberland . Os serviços de passageiros na Tyne Valley Line são operados pela Northern e ScotRail . A linha também é muito utilizada para fretes . As próximas estações são as de Wylam e Stocksfield.

### Autocarro
A cidade tem ligações diretas de autocarro para Newcastle, Hexham e MetroCentre .

## Educação
Infantários:
- Infantário de Castelo de Prudhoe[12]
- Infantário de Prudhoe West (que celebrou seu aniversário de 100 anos em 2009) [13]
- Infantário católico de São Mateus[14]

Escolas primárias:
- Escola primária de Highfield[15]
- Escola primária de Ovingham[16]
- Escola primária de Eastwood (fechada em 2006 e agora é a casa do Prudhoe Youth Football Club)

Liceu:
- Liceu de Prudhoe[17]

## Locais religiosos
Prudhoe é o lar de várias igrejas, que formam um ponto de encontro para a comunidade local. As igrejas incluem:
- A Igreja Paroquial de Santa Maria Madalena (Igreja da Inglaterra)
- Igreja Metodista Prudhoe
- Igreja Católica de Nossa Senhora e São Cuthbert
- The Gate Church Prudhoe (anteriormente Prudhoe Community Church)
- Centro Cristão Edgewell

## Desporto
Prudhoe tem o seu próprio clube de futebol sénior, Prudhoe Town AFC, que anteriormente residia em Kimberley Park, West Wylam.

## Lazer
Tyne Riverside Country Park em Low Prudhoe fica na margem sul do rio Tyne . O parque inclui as colinas de giz artificiais conhecidas como "Spetchells", que atraíram uma flora e fauna naturais adoradoras de giz que normalmente não são encontradas na região. Foi proposto que fossem transformados em 'locais de interesse científico' . Um caminho público vai do parque rural até o Hagg Bank, passando pela Points Bridge até Wylam . Agora formando uma parte livre de tráfego da National Cycle Network Route 72, ela corre no leito de uma linha ferroviária em desuso para Newburn, Tyne and Wear, Newcastle upon Tyne e até a costa em Tynemouth .
O Prudhoe Town Football Club está atualmente na Wearside Football League, na décima primeira divisão do sistema de ligas de futebol inglês . O futuro do clube esteve recentemente em dúvida após a perda do seu terreno, Kimberley Park, em West Wylam.
Prudhoe Waterworld oferece natação e outras atividades de fitness e é o lar da Prudhoe Millennium Tapestry.
A cidade tem um skatepark, Highfield Park, que está localizado no topo de Prudhoe.

## Serviços públicos
Prudhoe é o lar do North East Ferret Rescue, que ajuda furões indesejados e abandonados. É o único resgate ativo de furões no nordeste da Inglaterra . Veja https://web.archive.org/web/20180718132105/http://www.northeastferretrescue.co.uk/

## Pessoas notáveis
- Henry Travers (1874–1965), ator de personagem indicado ao Oscar que talvez seja mais conhecido como o anjo Clarence de It's a Wonderful Life . Ele nasceu em Prudhoe, mas cresceu em Berwick-upon-Tweed.
- Gaz Beadle, estrela do reality show, Geordie Shore de 2011 a 2017.
- Jak Alnwick, jogador de futebol (goleiro), que atualmente joga pelo time da primeira divisão escocesa St. Mirren, e seu irmão Ben Alnwick, jogador de futebol (goleiro), que jogou pelo Bolton Wanderers, nasceram em Prudhoe.
- John Callender - (1903-1980), futebolista inglês, nascido em West Wylam
- George Honeyman, jogador de futebol (meio-campista), que atualmente joga no Hull City, nasceu em Prudhoe
- Steven Savile, romancista inglês de ficção científica e fantasia e escritor de jogos, viveu em Prudhoe entre 1985 - 1991

## Cultura popular
Prudhoe é a cidade natal de Ruth Archer e sua mãe Heather Pritchard, na longa série de rádio da BBC The Archers .

## Ligações internacionais
- – Prudhoe is twinned with Mitry-Mory, near Paris, France. Evidence of this partnership is seen when entering the town and there are several murals depicting the twinning.
- – Prudhoe Bay, an area of northern Alaska containing the largest oil field in the US is named indirectly after Prudhoe. The explorer, John Franklin, who discovered the area, named it after his good friend, Baron Prudhoe of Prudhoe.